# Eudonia chlamydota
Eudonia chlamydota là một loài bướm đêm trong họ Crambidae.